# Rivalidade entre Nacional e Peñarol
O clássico do futebol uruguaio (em espanhol: clásico del fútbol uruguayo), por vezes chamado de superclássico do futebol uruguaio (em espanhol: superclásico del fútbol uruguayo), é o maior clássico do futebol uruguaio disputado entre os clubes Nacional e Peñarol, ambos de Montevidéu. São os clubes que conquistaram a grande maioria das edições do Campeonato Uruguaio, além de ostentarem em conjunto oito Copas Libertadores e seis Copas Intercontinental entre as suas conquistas mais importantes.

## História
Há duas versões para o começo da história deste clássico. Uma corrente defende que estas duas equipes enfrentam-se desde 15 de julho de 1900 (vitória do CURCC, que seria o nome anterior do Peñarol, por 2 a 0, sobre o Nacional).
Outra corrente defende que o primeiro enfrentamento foi em 14 de dezembro de 1913, com um empate em 2 a 2 entre Nacional e Peñarol, clube que teria sido formado por indivíduos que militavam no CURCC, mas possuiria outra razão social.
Tomando por base a primeira versão (fundação do atual Peñarol em 1891 como CURCC, apenas com a troca de nome em 1913, segundo versão do clube), este clássico é o mais antigo do continente americano e de todo o mundo, excetuando-se os clássicos da Grã-Bretanha.
Como a segunda versão também é defendida (fundação do atual Peñarol apenas em 1913, como entidade independente do CURCC, que teria fechado as portas apenas em 1915), gera-se a mais tensa discussão no futebol uruguaio até hoje.
O Nacional costumava contar com a simpatia dos uruguaios de ascendência espanhola, assim como o Peñarol costumava ter a simpatia dos uruguaios com ascendência italiana. A explicação para isto, é que o tricolor Nacional surgiu como um clube criollo, ou seja, nativo, formado "somente por uruguaios", numa época em que a grande maioria dos uruguaios era de origem hispânica e que os outros clubes eram dominados por estrangeiros, principalmente ingleses (caso do CURCC).
Com a chegada em massa de novos imigrantes no Uruguai no início do século XX, principalmente italianos, que inicialmente foram tratados com reservas pela população local, estes tiveram tendência a se agrupar em torno do CURCC (depois Peñarol), enquanto os mais conservadores, já estabelecidos, em geral se aproximaram do Nacional.

## Estatísticas
| Estatísticas                  |
| CURCC vs. Nacional - 56 Jogos |
| 23 Vitórias do CURCC/Peñarol  |
| 19 Vitórias do Nacional       |
| 14 Empates                    |
| 77 Gols do CURCC/Peñarol      |
| 65 Gols do Nacional           |

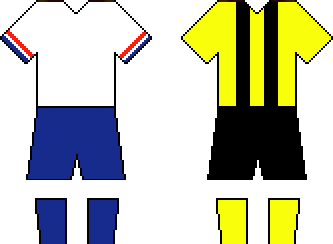
Uniformes característicos dos dois grandes do futebol uruguaio: Nacional e Peñarol.

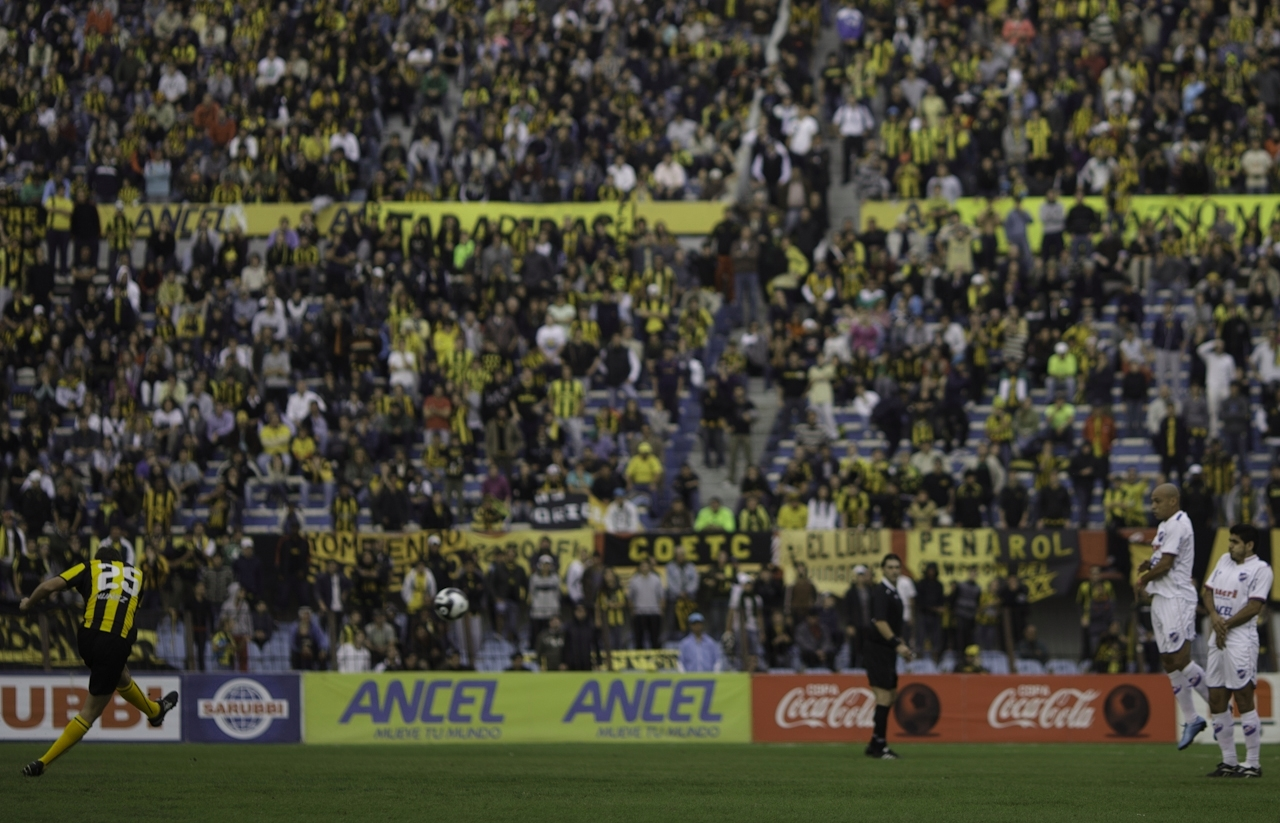
Gastón Ramírez, durante o segundo jogo da final uruguaia de 2010.

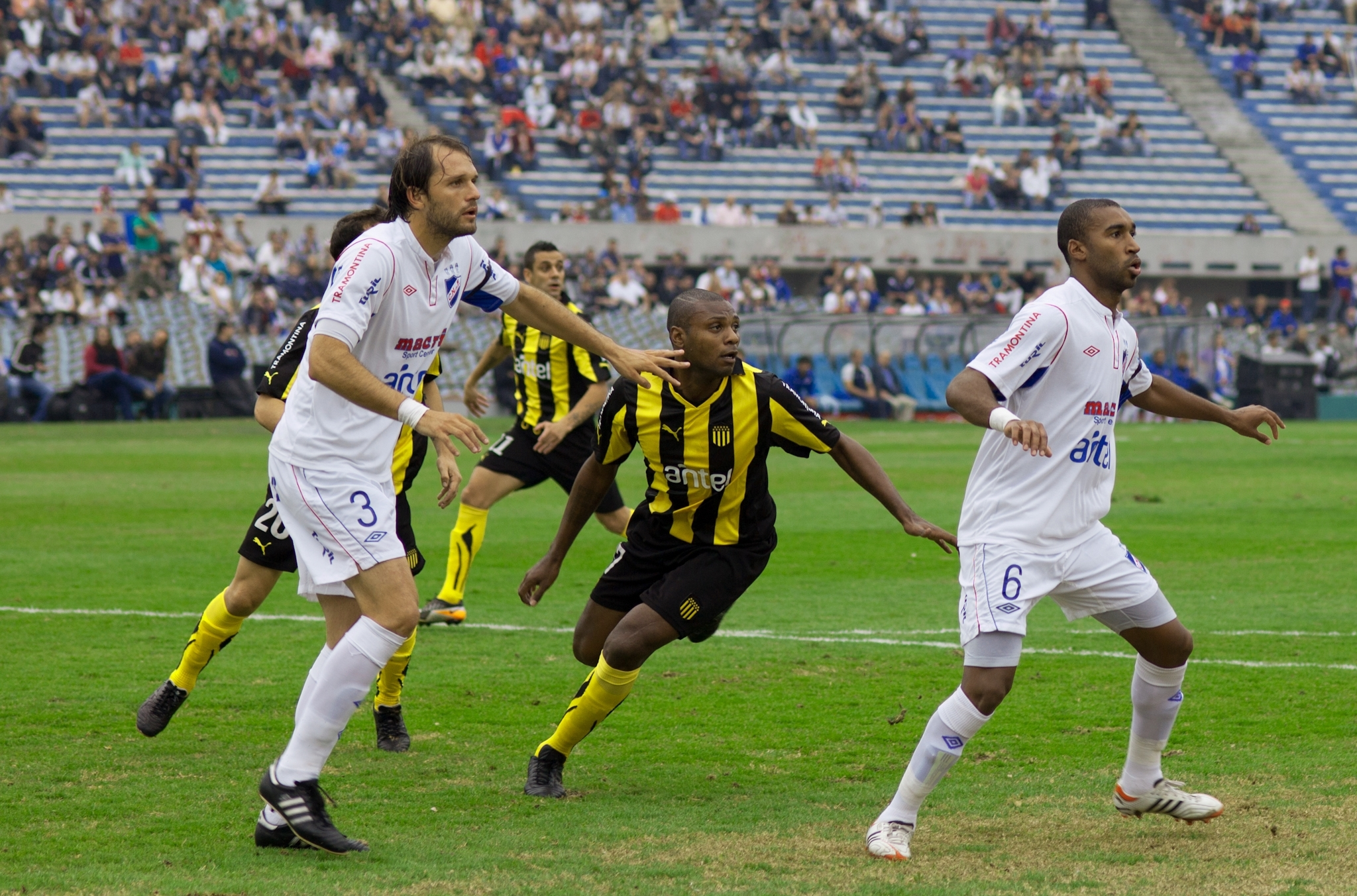
Marcelo Zalayeta (centro) tratando de desmarcar-se de Jadson Viera e Alexis Rolín, em clássico de 2012.

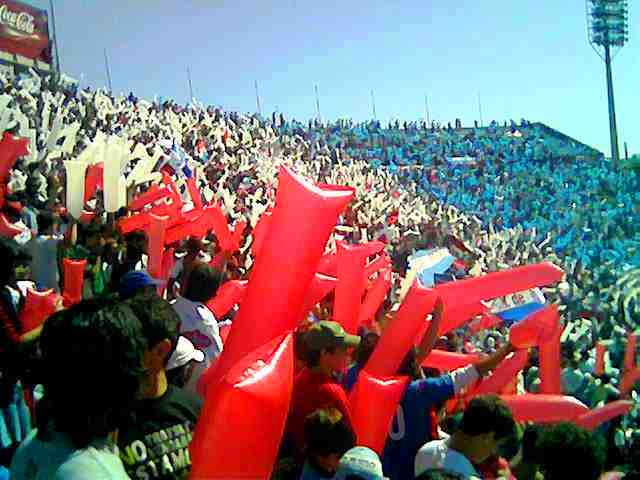
Torcedores do Nacional.

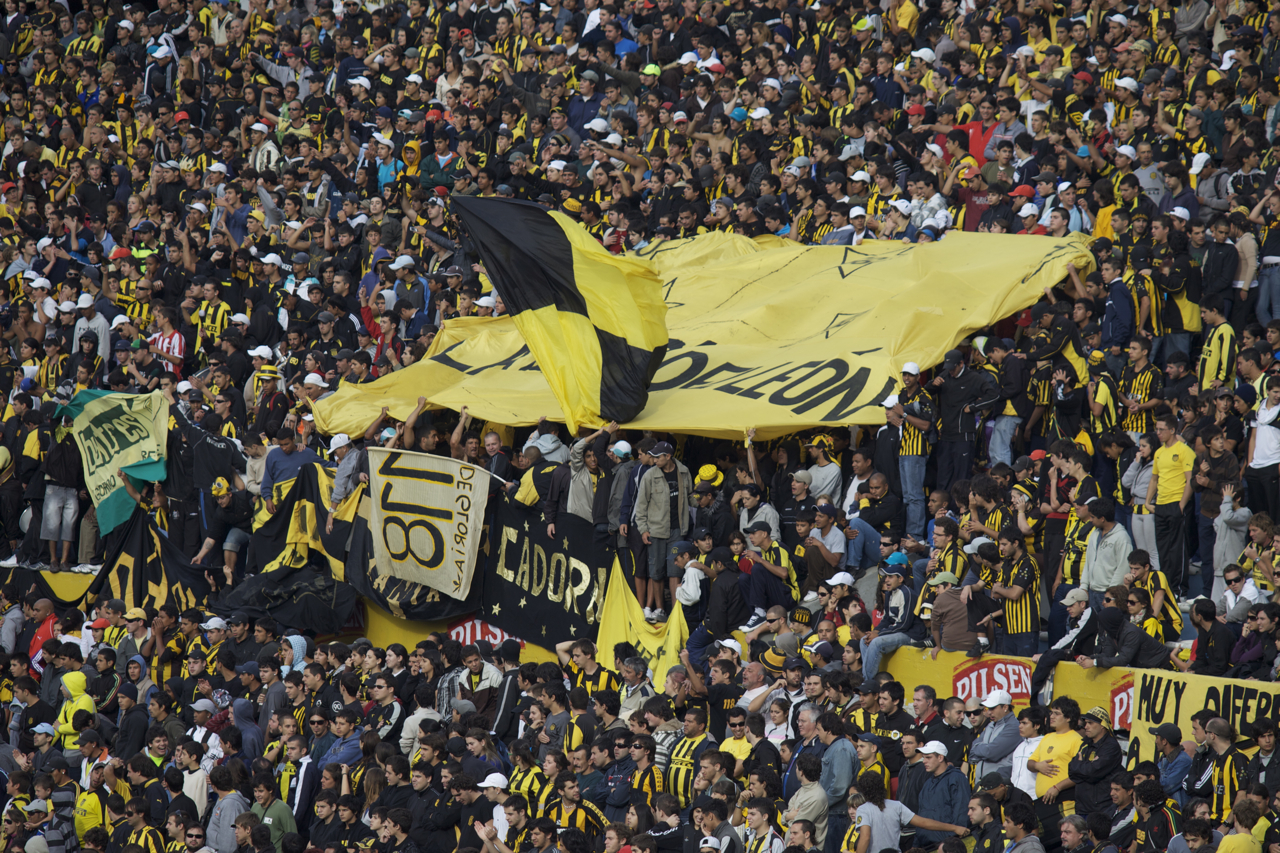
Torcedores do Peñarol.

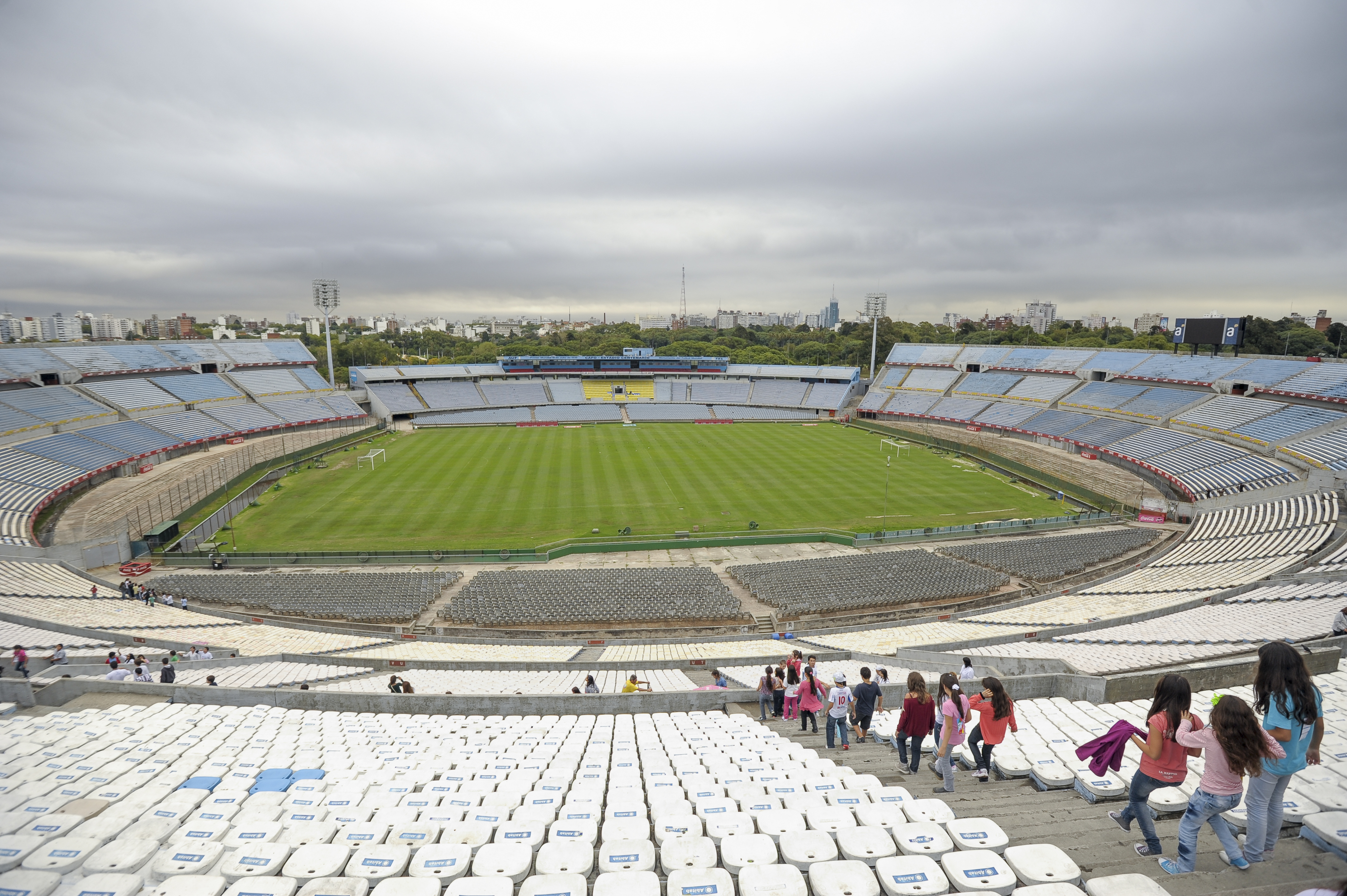
Estádio Centenário, tradicional palco do Superclásico

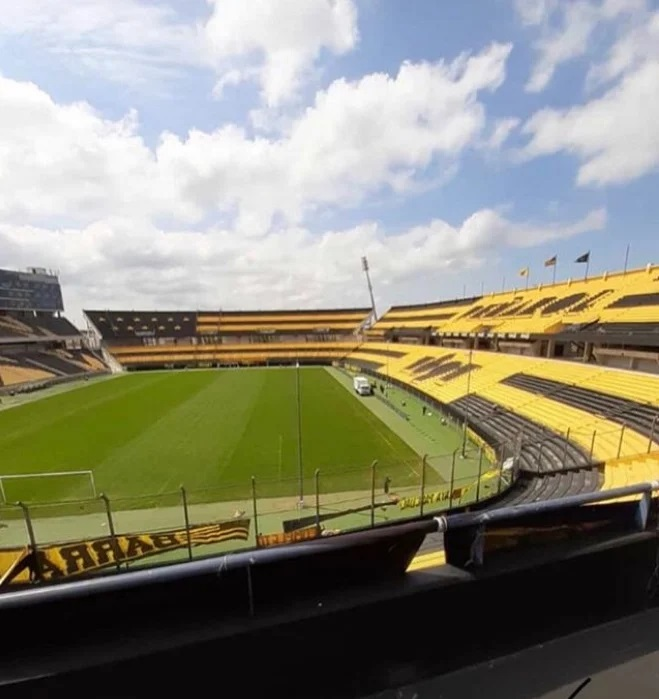
Estádio Campeón del Siglo, palco do Século XXI.

Obs.: 3 jogos anulados (não contabilizados)
| Estatísticas                     |
| Peñarol vs. Nacional - 507 jogos |
| 174 Vitórias do Peñarol          |
| 165 Vitórias do Nacional         |
| 168 Empates                      |
| 621 Gols do Peñarol              |
| 601 Gols do Nacional             |

Obs.: 2 jogos anulados (não contabilizados)
| Estatísticas                  |
| Total de jogos: 565           |
| 197 Vitórias do CURCC/Peñarol |
| 184 Vitórias do Nacional      |
| 184 Empates                   |
| 698 Gols do CURCC/Peñarol     |
| 666 Gols do Nacional          |

Obs.: 5 jogos anulados (não contabilizados)
Último confronto considerado
- Nacional 3–1 Peñarol, em 20 de janeiro de 2025, Amistoso

Públicos
- Maior público: 67.857, Penãrol 2–1 Nacional, 7 de abril de 1982, Copa Oro.
- Menor público: 2.589, Peñarol 1–1 Nacional, 11 de junho de 1968, Torneo Confraternidad.

Maiores séries
- Maior série invicta em clássicos: Nacional, 16 partidas (7 vitórias e  9 empates) (2 de março de 1971 - 31 de janeiro de 1974).
- Maior série invicta do Peñarol: 14 partidas (7 vitórias e 7 empates) (1984-1985).
- Mais vitórias consecutivas em clássicos: Nacional, 8 partidas (17 de dezembro de 1939 - 14 de dezembro de 1941).
- Mais vitórias consecutivas pelo Campeonato Uruguaio: Nacional, 10 partidas (1939-1943).
- Mais vitórias consecutivas de Peñarol: 6 partidas (1997-1998).

Maiores goleadas
| Data        | Resultado       | Resultado | Resultado | Motivo                                    |
| ----------- | --------------- | --------- | --------- | ----------------------------------------- |
| 14 dez 1941 | Nacional        | 6:0       | Peñarol   | Campeonato Uruguaio de 1941               |
| 25 out 1953 | Peñarol         | 5:0       | Nacional  | Campeonato Uruguaio de 1953               |
| 27 abr 2014 | Peñarol         | 5:0       | Nacional  | Campeonato Uruguaio de 2013-14            |
| 19 nov 1911 | CURCC (Peñarol) | 7:3       | Nacional  | Copa de Honor (Uruguai)                   |
| 8 dez 1940  | Nacional        | 5:1       | Peñarol   | Campeonato Uruguaio de 1940               |
| 28 jan 1976 | Peñarol         | 5:1       | Nacional  | Liguilla Pré-Libertadores de América 1976 |
| 15 out 1905 | CURCC (Peñarol) | 4:0       | Nacional  | Amistoso                                  |
| 19 abr 1911 | CURCC (Peñarol) | 4:0       | Nacional  | Campeonato Uruguaio de 1911               |
| 20 mai 1917 | Nacional        | 4:0       | Peñarol   | Campeonato Uruguaio de 1917               |
| 1 set 1918  | Nacional        | 4:0       | Peñarol   | Copa Competência 1918                     |
| 6 set 1936  | Peñarol         | 4:0       | Nacional  | Campeonato Uruguaio de 1936               |
| 12 dez 1937 | Peñarol         | 4:0       | Nacional  | Campeonato Uruguayo de 1937               |
| 15 nov 1942 | Nacional        | 4:0       | Peñarol   | Campeonato Uruguaio de 1942               |
| 29 ago 1954 | Peñarol         | 4:0       | Nacional  | Torneo Cuadrangular 1954                  |
| 11 fev 1960 | Nacional        | 4:0       | Peñarol   | Copa Gobernador Alende                    |
| 30 jan 1966 | Nacional        | 4:0       | Peñarol   | Copa Libertadores 1966                    |
| 21 fev 1979 | Peñarol         | 4:0       | Nacional  | Copa Montevideo 1979                      |
| 10 ago 1985 | Peñarol         | 4:0       | Nacional  | Torneo Superclásicos                      |